# ثور مخصي

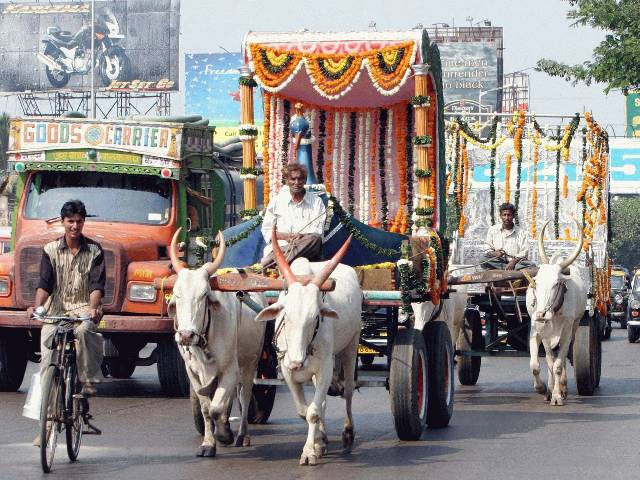
عربات للنقل تجرها الثيران في الهند

الثور المخصي هو ثور خضع لعملية الإخصاء بغية تربيته، وهو حيوان قوي يستخدم في جرّ الأدوات الثقيلة والعربات، وفي الزراعة يلعب دوراً هاماً في حراثة الأرض، وأحياناً يستخدم للركوب عليه وسيلةً للنقل.

## قلب ثور
يقال في لهجة العراقية العربية "ينْرادْ لَهْ قلب ثور"، قال محمد صادق زلزلة في كتابه (مجمع الأمثال العامية البغدادية) "الجهد الذي تصرفه مع رجل لجوج يحتاج إلى قلب كقلب الثور حتى يتناسب مع ما تصرفه من جهد وطاقة، والسبب في ضرب المثل بقلب الثور هو أن قلب الثور يحتوي على عظم يُسمى علمياً Os cordiale يقع في عضلة الحاجز الذي يفصل البطين الأيسر عن البطين الأيمن، فضربت العامّةُ به المثلَ لاعتقادها بقوّته وتفوقه على قلوب غيره من الحيوانات..لوجود ذلك العظم".

## معرض صور

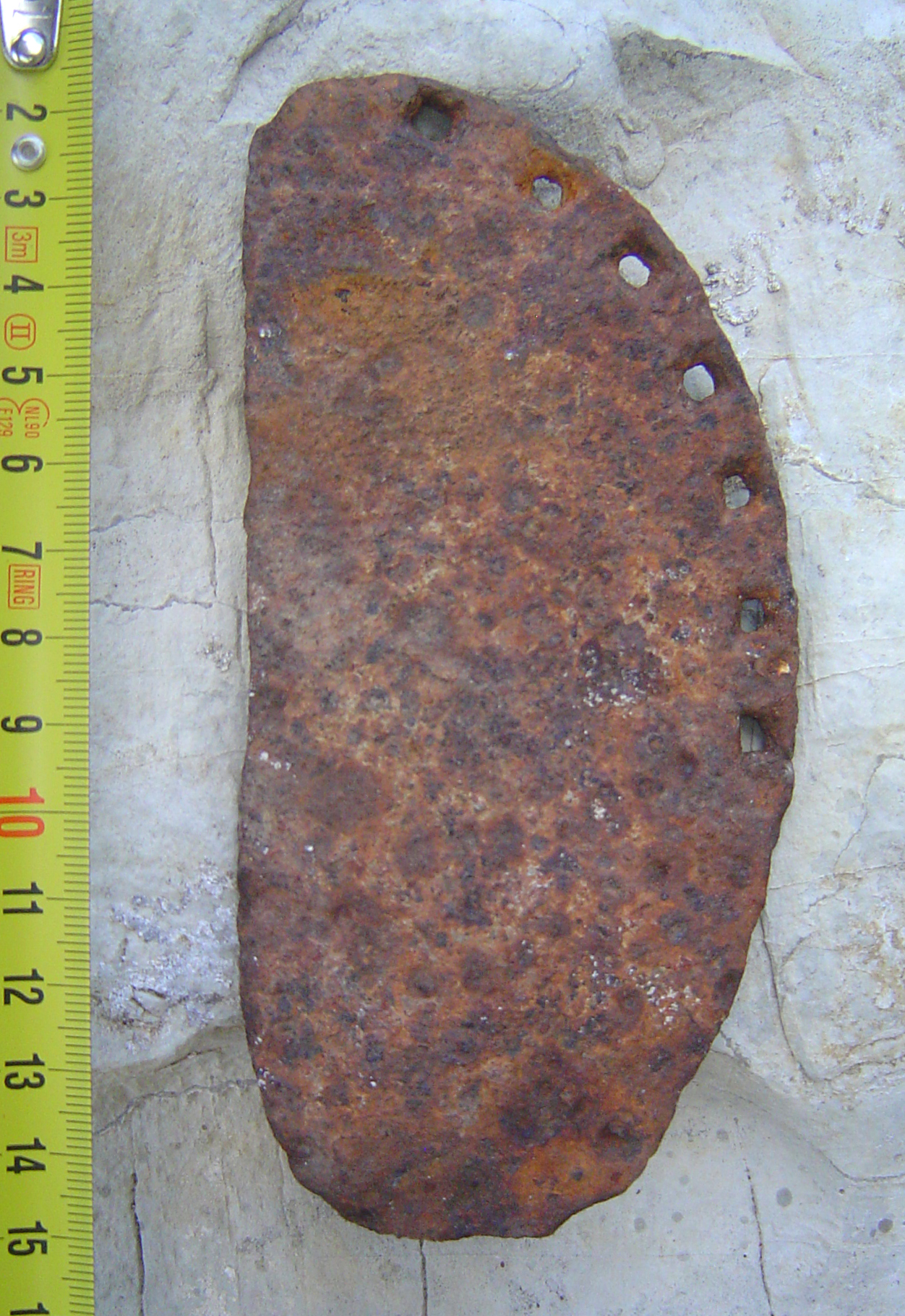
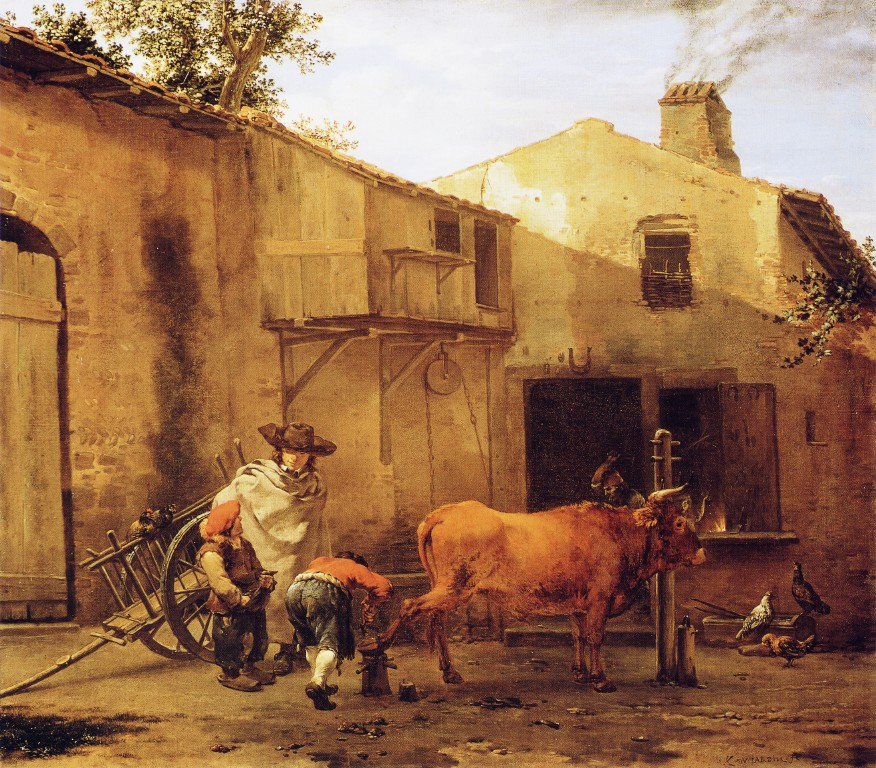
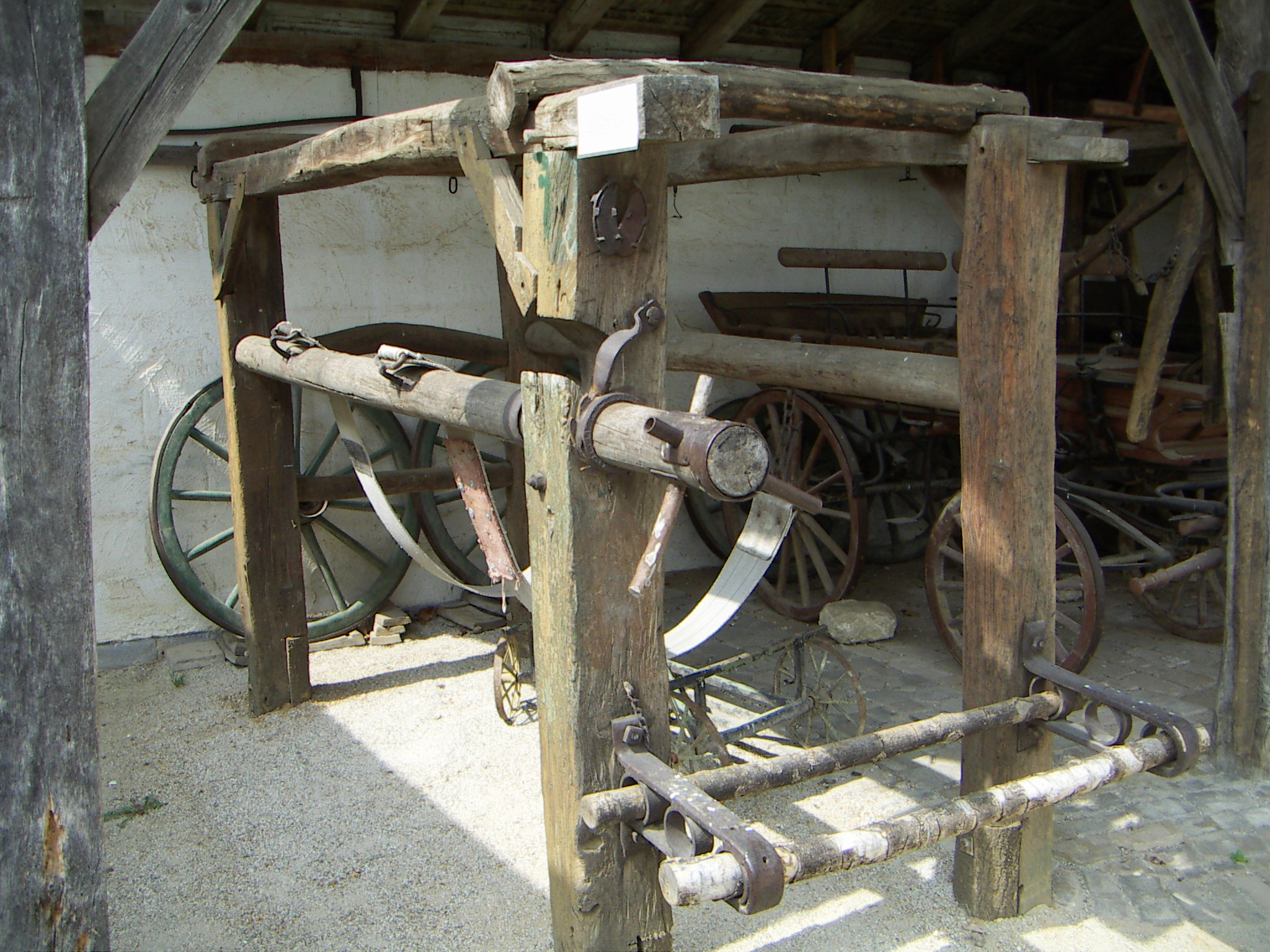